# Quamtana mabusai
Quamtana mabusai là một loài nhện trong họ Pholcidae. Loài này được phát hiện ở Zuid-châu Phi và Swaziland.